# انجمن کامپیوتر ایران
انجمن کامپیوتر ایران یک انجمن علمی است که در زمینه علوم رایانه فعالیت می‌کند.
این انجمن در دی ماه ۱۳۷۳ تأسیس شده‌است.
انجمن کامپیوتر ایران دارای یک نشریه علمی است و همچنین کنفرانسی به همین نام را هر ساله برگزار می نماید.
این انجمن تشکیل شده از مفاخر و نابغه های کامپیوتر ایران تشکیل میشود. 
بر اساس ماده ۱ اساسنامه: انجمن كامپیوتر ایران (آكا) (CSI: Computer Society of Iran) به منظور گسترش و پیشبرد علوم و تكنولوژی كامپیوتر، ارتقاء كمی و كیفی نیروهای متخصص و بهبود بخشیدن به امور آموزشی، پژوهشی، فنی و حرفه‌ای در زمینه‌های مربوط تأسیس گردیده است.
این انجمن، سازمانی غیرانتفاعی است که به هیچ دسته، جمعیت یا سازمان دیگری اعم از اجتماعی، سیاسی یا اجرایی وابسته نیست و صرفاً در زمینه‌های علمی فعالیت می‌کند.

## چگونگی شكل‌گیری و تأسیس انجمن
در سال ۱۳۷۲ قدم‌های زیر برای تأسیس انجمن كامپیوتر ایران برداشته شد:
- جلسات اولیه: در خرداد ماه ۱۳۷۲ طی جلساتی كه با حضور برخی از علاقه‌مندان در دانشگاه تهران، دانشگاه صنعتی امیركبیر و دانشگاه صنعتی شریف تشكیل شد در مورد لزوم ایجاد انجمن به تفصیل بحث و با توجه به گسترش افزاینده فرهنگ و دانش و فناوری انفورماتیك و كاربرد كامپیوتر در جهان و در ایران، نتیجه‌گیری شد كه ایجاد انجمن مذكور در كشور كاملا ضروری است.
- انتخاب کمیته موقت: در پایان جلسات مزبور كمیته‌ای با عنوان كمیته موقت پیگیری توسط حاضران انتخاب شد تا پیگیری و هماهنگی‌های لازم را به عمل آورند.
- گردهمایی و انتخاب هیئت مؤسس: كمیته پیگیری موقت، دعوت نامه‌ای را در تیرماه ۱۳۷۲ به بیش از ۱۵۰ نفر از متخصصین این رشته در سراسر ایران برای شركت در گردهمایی به منظور بحث و بررسی و انتخاب هیئت مؤسس فرستاد. در تاریخ ۱۳۷۲/۰۶/۱۰ این گردهمایی با شرکت حدود ۵۰ نفر از دعوت‌شدگان در سالن اجتماعات ساختمان شماره 1 وزارت علوم، تحقیقات و فناوری تشکیل شد و در مورد اهداف انجمن و انتخاب نام انجمن و انتخاب هیئت مؤسس با رأی کتبی تصمیم‌گیری شد.
- تدوین اساسنامه و انتخاب هیئت مدیره: هیئت مؤسس پس از انتخاب در طی جلسات بعدی با مطالعه اساسنامه‌های انجمن‌های مختلف و محور قراردادن اساسنامه پیشنهادی وزارت علوم، تحقیقات و فناوری اساسنامه انجمن را تدوین و به تصویب نهایی هیئت مؤسس رساند و در تیرماه ۱۳۷۳ اولین مجمع‌عمومی برگزار و هیئت مدیره انجمن انتخاب گردید.[۱]

## عضویت اعضای حقیقی
- عضو اصلی: مؤسسان انجمن و کلیه افرادی که حداقل دارای درجه کارشناسی‌ارشد در یکی از زمینه‌های مهندسی کامپیوتر یا علوم کامپیوتر را داشته باشند.
- عضو ارشد: اعضای اصلی که دارای سابقه درخشان علمی بوده، خدمات شایان توجهی در کمک به پیشبرد اهداف انجمن نموده باشند و حداقل پنج سال عضو اصلی بوده باشند می‌توانند با تصویب هیأت مدیره به عضویت ارشد انجمن درآیند.
- عضو برجسته: اعضای ارشدی که دارای سوابق علمی ارزنده‌ای بوده، خدمات قابل توجهی در کمک به پیشبرد اهداف انجمن نموده باشند و حداقل پنج سال عضو ارشد بوده باشند می‌توانند با تصویب هیأت مدیره به عضویت برجسته انجمن درآیند.
- عضو وابسته: افرادی که دارای شرایط زیر هستند می‌توانند به عضویت وابسته انجمن درآیند: کلیه کسانی که دارای درجه کارشناسی در مهندسی کامپیوتر یا علوم کامپیوتر باشند، و همچنین کلیه کسانی که دارای درجه کارشناسی بوده و حداقل پنج سال سابقه کار مفید در زمینه کامپیوتر داشته باشند.
- عضو دانشجویی: کلیه دانشجویان رشته‌های مهندسی کامپیوتر و علوم کامپیوتر و رشته‌های وابسته می‌توانند به عضویت دانشجویی انجمن درآیند.

## عضویت اعضای حقوقی
- عضو حقوقی عادی: سازمان‌های دولتی یا خصوصی و شرکت‌هایی که در زمینه‌های آموزشی، پژوهشی، فنی و حرفه‌ای مربوط فعالیت دارند می‌توانند با تصویب هیأت مدیره به عضویت حقوقی انجمن درآیند.
- عضو حقوقی ممتاز: سازمان‌های دولتی یا خصوصی و شرکت‌هایی که در زمینه‌های آموزشی، پژوهشی، فنی و حرفه‌ای مربوط فعالیت دارند می‌توانند با تصویب هیأت مدیره به عضویت حقوقی ممتاز انجمن درآیند.
- عضو حقوقی برجسته: سازمان‌های دولتی یا خصوصی و شرکت‌هایی که در زمینه‌های آموزشی، پژوهشی، فنی و حرفه‌ای مربوط فعالیت دارند می‌توانند با تصویب هیأت مدیره به عضویت حقوقی برجسته انجمن درآیند.
- عضو افتخاری: شخصیت‌های ایرانی و خارجی که مقام علمی آنان در زمینه‌های کامپیوتر حائز اهمیت خاص باشد و یا در پیشبرد اهداف انجمن کمک‌های مؤثر و ارزنده‌ای نموده باشند می‌توانند با تصویب هیأت مدیره به عضویت افتخاری انجمن درآیند.

## دوره جاری (دوره پانزدهم)
| نام و نام خانوادگی         | سمت          |
| -------------------------- | ------------ |
| دکتر جعفر حبیبی            | رییس         |
| دکتر محمدهادی زاهدی        | نایب رییس    |
| دکتر شاهین حسابی           | خزانه‌دار     |
| دکتر صادق فرامرزی          | عضو          |
| مهندس محمد غفاری           | عضو          |
| مهندس خلیل بسطامی          | عضو          |
| مهندس آرزو ابراهیمی        | عضو          |
| مهندس سیدمهدی حسینی        | عضو          |
| دکتر احمد فراهی            | عضو          |
| دکتر عیسی نجفی             | عضو          |
| دکتر سیدهادی سجادی         | عضو          |
| مهندس مسعود مهدوی پور      | عضو علی‌البدل |
| دکتر محمدتقی منظوری شلمانی | عضو علی‌البدل |
| مهندس حسن علیمحمدی         | عضو علی‌البدل |
| دکتر الهام درمنکی فراهانی  | بازرس        |

## بنیانگذاران
دکتر کامبیز بدیع، دکتر حسین پدرام، دکتر امیرحسین جهانگیر، دکتر ابوالقاسم راد، دکتر محمدرضا رزازی، دکتر رضا صفاپیشه، دکتر حسن طاهری، دکتر محمود فتحی، دکتر محمد قدسی، دکتر رجعلی قندهادی، دکتر علی محمدزاده عیدگاهی، دکتر نظام‌الدین مهدوی امیری، دکتر احمدرضا میرزایی